# Первомаївська сільська рада
Первома́ївська сільська́ ра́да — адміністративно-територіальна одиниця та орган місцевого самоврядування в Верхньорогачицькому районі Херсонської області. Адміністративний центр — село Первомаївка.

## Загальні відомості
Первомаївська сільська рада утворена в 1953 році.
- Територія ради: 92,406 км²
- Населення ради: 1 664 особи (станом на 2001 рік)
- Водоймища на території, підпорядкованій даній раді: Верхньорогачинський лиман

## Населені пункти
Сільській раді підпорядковані населені пункти:
- с. Первомаївка
- с. Таврійське

## Склад ради
Рада складається з 16 депутатів та голови.
- Голова ради: Третяк Людмила Миколаївна
- Секретар ради: Донцова Анна Іванівна

### Керівний склад попередніх скликань
| Прізвище, ім'я, по батькові  | Основні відомості                                                         | Дата обрання | Дата звільнення |
| ---------------------------- | ------------------------------------------------------------------------- | ------------ | --------------- |
| Ямковий Володимир Васильович | Сільський голова, 1948 року народження, безпартійний                      | 26.03.2006   | 31.10.2010      |
| Третяк Людмила Миколаївна    | Сільський голова, 1958 року народження, освіта вища, член Партії регіонів | 31.10.2010   |                 |

Примітка: таблиця складена за даними сайту Верховної Ради України

### Депутати
За результатами місцевих виборів 2010 року депутатами ради стали:

#### За суб'єктами висування
| Суб'єкт висування                                       | Кількість обраних депутатів | %    |
| ------------------------------------------------------- | --------------------------- | ---- |
| Партія регіонів                                         | 8                           | 50   |
| Комуністична партія України                             | 3                           | 18,8 |
| Політична партія Всеукраїнське об'єднання «Батьківщина» | 3                           | 18,8 |
| Народна партія                                          | 1                           | 6,3  |
| Політична партія «Сильна Україна»                       | 1                           | 6,3  |

#### За округами
| № округу                                                | Прізвище, ім'я, по батькові      | Дата визнання обраним | Освіта  | Партійна приналежність                        | Відомості про обраного депутата                      |
| ------------------------------------------------------- | -------------------------------- | --------------------- | ------- | --------------------------------------------- | ---------------------------------------------------- |
| Комуністична партія України                             |                                  |                       |         |                                               |                                                      |
| 5                                                       | Колеснікова Тетяна Віталіївна    | 01.11.2010            | вища    | член Комуністичної партії України             | Первомаївська загальноосвітня школа, вчитель         |
| 6                                                       | Скільсара Володимир Васильович   | 01.11.2010            | середня | член Комуністичної партії України             | пенсіонер                                            |
| 11                                                      | Ткач Микола Володимирович        | 01.11.2010            | середня | член Комуністичної партії України             | тимчасово не працює                                  |
| Народна Партія                                          |                                  |                       |         |                                               |                                                      |
| 14                                                      | Борщаговський Юрій Олександрович | 01.11.2010            | середня | член Народної партії                          | Первомаївське лісництво, лісник                      |
| Партія регіонів                                         |                                  |                       |         |                                               |                                                      |
| 1                                                       | Головій Андрій Васильович        | 01.11.2010            | середня | член Партії регіонів                          | Каховський лісгосп Первомаївське лісництво, лісничий |
| 2                                                       | Малик Тамара Василівна           | 01.11.2010            | середня | член Партії регіонів                          | ПП «Комар В. Ф.», продавець                          |
| 3                                                       | Аліпов Павло Валерійович         | 01.11.2010            | вища    | член Партії регіонів                          | Фермерське господарство «Форос», голова              |
| 4                                                       | Негреба Наталія Євгенівна        | 01.11.2010            | вища    | член Партії регіонів                          | Первомаївська сільська рада, головний бухгалтер      |
| 7                                                       | Донцова Анна Іванівна            | 01.11.2010            | середня | член Партії регіонів                          | Первомаївська сільська рада, секретар                |
| 9                                                       | Самойленко Лідія Борисівна       | 01.11.2010            | середня | член Партії регіонів                          | Первомаївський дитячий садок, помічник вихователя    |
| 15                                                      | Галушка Тамара Іванівна          | 01.11.2010            | середня | член Партії регіонів                          | приватний підприємець «Савченко», продавець          |
| 16                                                      | Чертовня Тетяна Дмитрівна        | 01.11.2010            | середня | член Партії регіонів                          | приватний підприємець «Савченко», продавець          |
| Політична партія Всеукраїнське об'єднання «Батьківщина» |                                  |                       |         |                                               |                                                      |
| 8                                                       | Мандзюк Світлана Володимирівна   | 01.11.2010            | середня | член Всеукраїнського об'єднання «Батьківщина» | Первомаївське відділення зв'язку, начальник          |
| 10                                                      | Борисенко Лариса Геннадіївна     | 01.11.2010            | вища    | член Всеукраїнського об'єднання «Батьківщина» | Первомаївський дитячий садок, вихователь             |
| 13                                                      | Кондрацова Людмила Дмитрівна     | 01.11.2010            | вища    | позапартійна                                  | Первомаївська загальноосвітня школа, вчитель         |
| Політична партія «Сильна Україна»                       |                                  |                       |         |                                               |                                                      |
| 12                                                      | Ісько Ольга Миколаївна           | 01.11.2010            | вища    | член Політичної партії «Сильна Україна»       | Первомаївська амбулаторія, лікар-стоматолог          |

## Населення
Згідно з переписом УРСР 1989 року чисельність наявного населення сільської ради становила 2535 осіб, з яких 1132 чоловіки та 1403 жінки.
За переписом населення України 2001 року в сільській раді мешкали 1654 особи.

### Мова
Розподіл населення за рідною мовою за даними перепису 2001 року:
| Мова       | Відсоток |
| ---------- | -------- |
| українська | 89,00 %  |
| російська  | 8,23 %   |
| вірменська | 2,34 %   |
| білоруська | 0,36 %   |